# Anticyclus cylindricus
Anticyclus cylindricus är en rundmaskart som beskrevs av Murphy 1965. Anticyclus cylindricus ingår i släktet Anticyclus och familjen Linhomoeidae. Inga underarter finns listade i Catalogue of Life.